# Мотідзукі Сатору
Мотідзукі Сатору (яп. 望月 聡, нар. 18 травня 1964, Сіґа) — японський футболіст, що грав на позиції півзахисника.

## Клубна кар'єра
Грав за команду NKK, Урава Ред Даймондс, Кіото Перпл Санга.

## Виступи за збірну
Дебютував 1988 року в офіційних матчах у складі національної збірної Японії. У формі головної команди країни зіграв 7 матчів.

## Статистика
Статистика виступів у національній збірній.
| Збірна Японії | Збірна Японії | Збірна Японії |
| Роки          | Ігри          | голи          |
| ------------- | ------------- | ------------- |
| 1988          | 3             | 0             |
| 1989          | 4             | 0             |
| Усього        | 7             | 0             |